# Roberto Vacca
Roberto Vacca (Buenos Aires, Argentina; 18 de diciembre de 1942-ibídem; 16 de agosto de 2016) fue un periodista, escritor, locutor, productor de televisión e historiador argentino.

## Carrera
Tuvo una niñez peronista, fue periodista debutante en tiempos de Arturo Illia. Vacca fue uno de los creadores de Historias de la Argentina secreta. Junto a Otelo Borroni, con quien compartían la redacción de la publicación Siete Días Ilustrados, fueron los creadores de este verdadero clásico de la televisión argentina, que recorría el país en busca de historias acerca de sus pobladores. Historias de la Argentina secreta ganó seis Premios Martín Fierro y dos galardones Konex, además de las distinciones Santa Clara de Asís, Fund TV a la trayectoria, más otras distinciones en el país y el exterior.
También se dedicó al periodismo político, cultural, policial y turístico en radio, televisión y medios gráficos, entre los que fundó la revista Historias de la Argentina y dirigió la Enciclopedia Visual Argentina.
En 1971 colaboró con el libro La vida de Eva Perón Tomo 1: Testimonios para su historia, bajo la editorial Galerna, junto a Otelo Borroni.Durante su exilio en Montevideo, desde 1976 a 1984, fundó la revista Noticias y la agencia de publicidad Diálogo, y ya de regreso en Buenos Aires, retomó la realización del ciclo de documentales televisivos creados en la década del '70, interrumpidos por la dictadura militar.
Durante su exilio en Montevideo durante la última dictadura militar, desde 1976 a 1984, fundó la revista Noticias y la agencia de publicidad Diálogo, y ya de regreso en Buenos Aires, retomó la realización del ciclo de documentales televisivos. Fue docente en la facultad de Ciencias de la Educación, como así también en la Universidad de Concepción del Uruguay (UCU)
Llegó a ser productor ejecutivo y director de la señal satelital argentina “Conexión Educativa”, que vinculó a unos mil canales de todo el país mediante cursos de teleeducación a distancia, implementados gracias a distintos convenios pactados con universidades públicas y privadas.
En radio trabajó como locutor en emisoras famosas como Radio Splendid, Radio El Mundo, Radio Excelsior, Radio Del Plata y Radio Continental, entre otros.
Presidió hasta comienzos de 2008 el jurado que otorga los premios anuales de la Asociación Argentina de Televisión por Cable (ATVC).

## Fallecimiento
Vacca falleció el martes 16 de agosto de 2016 a los 72 años en el Hospital Británico, donde estaba internado desde hacía algunas semanas luego de un coma inducido. Durante años había luchado contra el cáncer de sangre, habiéndolo vencido varias veces.